# 中营巷赵宅
29°52′25.14″N 121°32′16.41″E / 29.8736500°N 121.5378917°E
中营巷赵宅位于浙江省宁波市海曙区，是一座民国时期建筑，主人为一赵姓银行家。建筑坐北朝南，由台门、仪门、大厅、后楼、东西厢房组成，砖雕、木雕等颇具特色。该建筑曾作为宁波戏曲学校使用，2023年9月1日公布为宁波市文物保护单位。